# Уральский фарфор
ЗАО «Уральский фарфор» — завод по производству фарфоровой продукции, расположенный в городе Южноуральск Челябинской области. Один из первых заводов фарфорово-фаянсовой промышленности СССР (второй после Краснодарского).

## История
Постановлением Совета Министров СССР от 23 июля 1954 года № 1487, Совета Министров РСФСР № 1247 от 5 августа 1954 года и приказа Министра местной промышленности РСФСР № 140 от 14 августа 1954 года было предусмотрено строительство Южноуральского фарфорового завода мощностью 12 млн штук изделий в год в посёлке Южноуральске. Строительство началось в сентябре 1961 года. А в эксплуатацию завод был принят 23 декабря 1963 года. В системе государственных предприятий Южноуральский фарфоровый завод был отнесён к предприятиям 2 категории. В 1975 году была произведена реконструкция и к 7 ноября пущена в эксплуатацию печь для политого обжига.
В 2008 году завод был закрыт.

### Участие в выставках
- 2000 год — в торговых выставках в городах Оренбурге, Екатеринбурге, Новосибирске, Калуге, Воронеже (награждено дипломами учредителей)
- 2001 год — 3-й Московской международной выставке «Фарфор. Керамика. Стекло» (награждено дипломами за участие и за представленные лучшие образцы высокохудожественного фарфора)
- 2002 год — 4-й Московской международной выставке «Фарфор. Керамика. Стекло» (награждено дипломом и «Золотой медалью» выставки)
- 2002 год — Московская выставка хозтоваров, Челябинская Международная ярмарка, Екатеринбургская выставка предприятий (награждено дипломами)
- 2004 год — Восьмая специализированная международная выставка-ярмарка (город Сочи, выставочный центр ГК «Жемчужина»)